# Marta Sordi
Marta Sordi (Livorno, 18 novembre 1925 – Milano, 5 aprile 2009) è stata una storica italiana.

## Biografia
Nata a Livorno, si formò all'Università degli Studi di Milano, dove conseguì la laurea in Lettere sotto la guida di Alfredo Passerini. Marta Sordi fu poi ricercatrice presso l'Istituto italiano per la storia antica di Roma, assistente di Silvio Accame. Nel 1962 iniziò a insegnare all'Università degli Studi di Messina; nel 1967 passò all'Università di Bologna e infine, dal 1969 fu all'Università Cattolica del Sacro Cuore di Milano in qualità di docente ordinario di Storia greca e Storia romana fino al 2001 e diresse l'istituto di Storia antica della Facoltà di Lettere e filosofia.
Fece parte dell'Istituto Lombardo Accademia di Scienze e Lettere, della Pontificia accademia romana di archeologia e dell'Istituto Nazionale di Studi Etruschi ed Italici.
Dimostrò che l'imperatore Domiziano attuò la prima persecuzione dei cristiani, a seguito della rottura con Tito Flavio Clemente;  dichiarò, inoltre, che tale persecuzione non fu caratterizzata dalla messa al bando dei Cristiani dalla vita pubblica e dal carattere sistematico che fu invece proprio di quella di Nerone e del suo Institutum Neronianum.

## Opere
- I caratteri dell'opera storiografica di Senofonte nelle Elleniche, in "Athenaeum, studi periodici di letteratura e storia dell'antichità", n.s., XXVIII-XXIX, 1950-51.
- La guerra tessalo-focese del V secolo, in "Rivista di filologia e d'istruzione classica", XXXI, 1953, pp. 235-258.
- I primi rapporti fra lo Stato Romano e il Cristianesimo e l'origine delle persecuzioni, in "Atti dell'Accademia Nazionale dei Lincei. Cl. di scienze morali, storiche e filologiche. Rendiconti", XII, 1957, pp.  58-93.
- La Lega tessala: fino ad Alessandro Magno, Studi pubblicati dall'Istituto Italiano per la Storia Antica n. 15, Roma, 1958.
- I rapporti romano-ceriti e l'origine della civitas sine suffragio, L'Erma di Bretschneider, Roma, 1960.
- Timoleonte, Sikelika, n. 2, Flaccovio, Palermo, 1961.
- Il cristianesimo e Roma, Cappelli, Bologna, 1965.
- Diodori Siculi Bibliothecae liber sextus decimus, Introduzione, testo e commento a cura di Marta Sordi, Biblioteca di studi superiori n.56, La Nuova Italia, Firenze, 1969.
- Roma e i Sanniti nel IV secolo a.C., Cappelli, Bologna, 1969.
- Storia greca, Milano, 1971.
- I rapporti fra il Cristianesimo e l'Impero dai Severi a Gallieno, in Aufstieg und Niedergang der Römischen Welt, Walter de Gruyter, Berlin-New York, 1979, pp. 341-374.
- Storia politica del mondo greco, Vita e pensiero, Milano, 1982.
- I Cristiani e l'Impero Romano, Collana Di fronte e attraverso, n. 18, Jaca Book, Milano, 1984; Collana Oscar Storia, n. 6, Mondadori, Milano, 1990; nuova ed., Collana Di fronte e attraverso, n. 671, Jaca Book, Milano, 2004.
- Paolo a Filemone o della schiavitù, Edizioni Universitarie Jaca, n. 32, Jaca Book, Milano, 1987.
- Storia politica del mondo greco, Vita e Pensiero, Milano, 1988.
- Il mito troiano e l'eredità etrusca di Roma, Edizioni Universitarie Jaca, n. 51, Jaca Book, Milano, 1988.
- La dynasteia in Occidente: studi su Dionigi I, Padova, 1992.
- Prospettive di storia etrusca (raccolta di scritti già editi), Biblioteca di Athenaeum, n. 26, Como, 1995.
- Alle radici dell'Occidente (raccolta di articoli pubblicati sul quotidiano "L'Avvenire"), Collana di saggistica, n. 86, Genova-Milano, 2002.
- Scritti di storia greca, Milano, 2002, ISBN 88-343-0683-X.
- Scritti di storia romana, Milano, 2002, ISBN 88-343-0734-8.
- Il mondo greco dall'età arcaica ad Alessandro, Jaca Book, Milano, 2004.
- Impero romano e cristianesimo: scritti scelti, Studia ephemeridis Augustinianum, n. 99, Institutum Patristicum Augustinianum, Roma, 2006.
- Sant'Ambrogio e la tradizione di Roma, Studia ephemeridis Augustinianum, n. 111, Institutum Patristicum Augustinianum, Roma, 2008, ISBN 88-7961-120-8.
- L'Impero romano-cristiano al tempo di Ambrogio, Milano, 2009.

## Riconoscimenti[1]
- Medaille de la Ville de Paris (1997)
- Medaglia d'oro per i Benemeriti della cultura (1999)
- Rosa Camuna per la Regione Lombardia (2002)